# Ematheudes setigera
Az Ematheudes setigera a fényiloncafélék családjába tartozó lepkefaj. Jay C. Shaffer írta le 1998-ban, és Dél-Afrikából ismert.

## Fordítás
Ez a szócikk részben vagy egészben  az   Ematheudes setigera című angol Wikipédia-szócikk ezen változatának fordításán alapul.  Az eredeti cikk szerkesztőit annak laptörténete sorolja fel. Ez a jelzés csupán a megfogalmazás eredetét és a szerzői jogokat jelzi, nem szolgál a cikkben szereplő információk forrásmegjelöléseként.